# Viktor Richter
Viktor Richter (* 4. srpna 1919 – 2005) byl český dokumentární fotograf.
Ve čtyřicátých letech fotografoval život Romů.